# Catedral de los Santos Pedro y Pablo (Charlotte Amalie)
La Catedral de los Santos Pedro y Pablo (en inglés: Saints Peter and Paul Cathedral) es una catedral de la Iglesia católica en las Islas Vírgenes de los Estados Unidos. Es la sede episcopal de la diócesis de Saint Thomas. Se encuentra ubicada en la Ciudad de Charlotte Amalie. El Rey Christian VII de Dinamarca autorizó oficialmente la Iglesia Católica en 1773. El primer edificio de la iglesia católica en las Indias Occidentales Danesas, hoy Islas Vírgenes, fue comprado por la Corona danesa en 1802. Fue destruida en un incendio dos años más tarde. La primera iglesia bajo la advocación de los apóstoles Pedro y Pablo fue consagrada en 1806. El primer edificio de la iglesia en la ubicación actual se completó en 1828. Un huracán en 1837 destruyó la mayor parte de ese edificio. El actual edificio de la iglesia fue terminado en 1848. El reverendo Louis Dold, C.Ss.R. fue el primero de los Redentoristas de la Provincia de Baltimore en convertirse en párroco en el lugar. Cuando el Papa Juan XXIII creó la Prelatura de las Islas Vírgenes, la Iglesia de los Santos Pedro y Pablo se convirtió en su catedral.